# لاله ارمنی
لالهٔ ارمنی (نام علمی: Tulipa Armenia) یا  (نام علمی: tulipa suaveolens) نام یکی از گونه‌های سردهٔ لاله است.
این گونه به گروه ۱۵ از گروه‌های گل لاله تعلق دارد. طول گیاه ۱۵ سانتیمتر است. رنگ آن قرمز، زرد مایل به نارنجی و زرد روشن است. زمان گل‌دهی اواخر زمستان تا اوایل بهار است.